# Isabel Gehweiler
Isabel Gehweiler (* 23. Januar 1988 in Lörrach) ist eine deutsche Violoncellistin und Komponistin.

## Leben
Isabel Gehweiler erhielt mit drei Jahren ersten Unterricht auf der Violine und wechselte mit sechs Jahren zum Violoncello. Von 1997 an war sie in der Begabtenklasse der Musikschule der Musikakademie Basel von Katharina Gohl-Moser, die sie auch kammermusikalisch betreute. Ab 2004 studierte sie als Jungstudentin parallel zur Schule bei Ivan Monighetti in Basel. Nach der Matura 2006 am Freien Gymnasium Basel nahm sie ihr volles Musikstudium im Orchesterdiplom 2007 bei Gustav Rivinius an der Hochschule für Musik Saar in Saarbrücken auf. Sie studierte anschließend von 2010 bis 2012 im Auslandsstudium an der Juilliard School of Music in New York bei Richard Aaron und schloss 2013 ihr Orchesterdiplom ab. Von 2013 bis 2015 studierte Isabel Gehweiler an der Zürcher Hochschule der Künste (ZHdK) in Zürich bei Thomas Grossenbacher in der Solistenklasse (Master of Arts Specialized Performance Solist) und von 2015 bis 2017 im Master of Arts Music Pedagogy. Von 2017 bis 2022 bildete sie sich in einer post-graduate Ausbildung (CAS) in Musikphysiologie bei Horst Hildebrandt weiter.
Von 2006 bis 2016 bewegte sich Gehweiler zwischen klassischer Musik und klassischer zeitgenössischer Musik, wie auch Performance-Kunst. Sie arbeitete zusammen mit Komponisten wie Klaus Huber, Thomas Lauck, Theo Brandmüller, Roland Moser dem Klarinettisten Eduard Brunner, den Organisten Rudolf Lutz, Jörg Abbing, Bernhard Leonardy und Christian Barthen.
Sie war Mitglied des New Juilliard Ensemble (New York) unter der Leitung von Joel Sachs, des Axiom Ensemble der Juilliard School of Music unter Jeffrey Milarsky und des Grenzpunkt Ensemble (Saarbrücken) unter der Leitung von Jonathan Kaell. Im Rahmen dieser zeitgenössischen Ensemble spielte sie Performance-Projekte von improvisierter Live-Musik zu Stummfilmen, über Projekte mit zeitgenössischem Tanz (u. a. mit dem American Ballet), zu Kollaborationen mit Kunstgalerien (u. a. der Modernen Galerie in Saarbrücken Saarlandmuseum und Tart Gallery in Zürich (Schweiz)).
Gehweiler konzertierte als Solistin und Kammermusikerin auf Festivals wie dem Verbier Festival, dem Lucerne Festival, den Festspielen Mecklenburg-Vorpommern, den Richard Wagner Festspielen Bayreuth 2013, dem Klangspuren Festival 2008 des Ensemble Modern, dem Kronberg Cello Festival, Interlaken Classics, den Musikfestspiele Saar und dem Impuls Festival 2013.
Ihre Kompositionen wurden in der Schweiz, Deutschland und den USA aufgeführt, unter anderem von dem Orchestra della Svizzera italiana, der Camerata Zürich, dem Zürcher Ensemble SaltoCello SaltoCello des Cellisten Thomas Grossenbacher (Composer in Residence von 2013–2017) und dem Pianisten Han Chen. Als Filmmusik-Komponistin schrieb sie die Filmmusik zu dem Kurzfilm „wachrütteln/to wake“.
Von 2007 bis 2009 spielte Gehweiler das Miremont „ex Hamann“ (1830) aus der Landessammlung Baden-Württemberg. Seit 2009 spielt sie auf einem neugebauten Instrument von Ersen Aycan.
Von 2016 bis 2021 hatte Isabel Gehweiler einen Lehrauftrag für Violoncello an der Hochschule für Musik, Theater und Medien in Hannover inne. An der Zürcher Hochschule der Künste unterrichtet sie seit 2019 im Fachbereich Musikpädagogik.
2016 erhielt sie noch während ihres Studiums an der Zürcher Hochschule der Künste einen Lehrauftrag für Violoncello an der Hochschule für Musik, Theater und Medien Hannover. 2017 begann sie zudem in der Musikschule Einsiedeln als Violoncello-Lehrerin zu unterrichten und 2019 an der Zürcher Hochschule der Künste als Dozentin im Bereich Musikpädagogik.
Gehweiler konzertierte als Kammermusikerin in kleinen Formationen in Duos mit der Pianistin Yulia Miloslavskaya, der Pianistin Fiona Hengartner und dem Gitarristen Aljaz Cvirn, mit dem sie 2016 ihre erste eigene klassische CD mit Sonaten für Violoncello und Gitarre von Schubert, Gnattali und Vivaldi bei dem Label Solo Musica herausgab.
Durch ihre künstlerische Residenz in Christoph Hombergers Zürcher Hombis Salon lernte sie 2017 den Regisseur Christoph Marthaler kennen und spielte ab 2018-Ende 2019 in seinen Produktionen Übermann ODER Die Liebe kommt zu Besuch (Deutsches Schauspielhaus) und in 44 Harmonies from Apartment House 1776 (Schauspielhaus Zürich).
Seit 2017 entwickelte sich ein künstlerischer Austausch mit Andreas Vollenweider, dem 2020 das Album Quiet Places von Andreas Vollenweider (feat. Isabel Gehweiler) entsprang. In den Schweizer Charts stieg es auf Platz 8 ein und in den Billboard Charts in der Kategorie Classical Crossover auf Platz 5.
Ab Januar 2020 spielte Gehweiler zusammen mit Pianistin Yulia Miloslavskaya in Co-Produktionen des Zürcher Lichtshow-Kollektivs Projektil mit More than classic in der Produktion Genesis, welche von der Corona-Pandemie unterbrochen wurde.
In klassischem Duo spielt sie seit 2021 mit der Fribourger Pianistin Fiona Hengartner Konzerte im Rahmen der Festivals Heures de Musique de Romont und der Schubertiade Fribourg des RTS.
Gehweiler wirkte seit 2017 als Cellistin an mehreren Filmproduktionen mit. Sie spielte unter anderem die Filmmusik von Pierre Funck zu den Serien La famiglia Babulin (RTR) und Cellule de Crise ein.
Für Popsängerin Sina spielte sie die Cello-Parts des Songs Summärwind ein. Seit 2020 spielt sie regelmäßig mit Andreas Vollenweider und Friends auf Festivals, wie dem Jazz Festival St. Moritz, dem Joy of Jazz Festival in Johannesburg (South Africa) und den Inselkonzerten Grafenwerth und kollaboriert mit Künstlern und Künstlerinnen wie Gianna Nannini.

## Auszeichnungen
- Preisträgerin des internationalen Charles-Hennen-Kammermusikwettbewerb in Heerlen, Niederlande
- 2004 Preisträgerin des internationalen ESTA-Student of the Year Award in Rotterdam
- 2007 Europäischer Förderpreis für junge Künstler
- Förderpreis der Kunststiftung Baden-Württemberg
- Markgräfler Kulturförderpreis
- Stipendium von Rotary International
- Stipendium des DAAD
- Stipendium Kiwanis
- Stipendium des Richard-Wagner-Verbandes.

## Uraufführungen und gewidmete Werke
- Thomas Lauck: Linien Farben II für Violoncello und Klavier (Widmung und UA 2010)[19]
- Demetre Gamsachurdia: Lyra Kerygma für Violoncello solo (Widmung und UA 2007)[20]
- Demetre Gamsachurdia: Sharatyn für Ensemble (UA 2007)
- Thosten Hansen: 5 Gebete für Violoncello solo (Widmung und UA 2007)
- Daniel Osorio: Amquack für Ensemble (UA 2008)
- William Attwood: Tünel für Ensemble (2008)
- Jared Miller: Aftermath für Streichquartett (2010)
- Grigory Smirnov: Syzygy („This Happens“) für Ensemble (2010)
- Lawrence Wilde: Streichtrio (2010/2011)
- Lawrence Wilde: Still Happens für verstärktes Violoncello, Marimba, Vibrafon und Schlagzeug (2012)
- Lawrence Wilde: String Quartett Nr. 1 (2012)[21]
- Eun-Ji Lee: Le grand jour für Ensemble (2013)
- Camilo Mendez San Juan: Plegaria Muda (2013)

## Kompositionen
- „Todessehnsucht“ (nach Fragmenten von Franz Kafka) für Ensemble (UA 2006)
- „Sphenomegacorona II“ für Streichorchester (UA 2006 von der Camerata Zürich)[22]
- „Sphenomegacorona III“ für Violoncello, Bassklarinette und Klavier (UA 2011)
- „2 Paraphrasen über ein Wasserspiel“ für Violoncello und Klavier (UA 2011)
- „3 Miniaturen“ für Traversflöte, Barockcello, Cembalo, Bassklarinette, Violoncello und Marimba (UA 2012)
- „Toccata sopra la monica“ für Barockcello (UA 2012 durch Paul Dwyer)
- „Sphenomegacorona IV“ für Cellosextett (UA 2013 durch SaltoCello)
- „4 Paraphrasen für die Jugend“ für 2 Violoncelli (UA 2014)
- „Lament“ für 10 Violoncelli (UA 2015 durch SaltoCello)[23]
- „Gedicht“ für Violoncello solo mit Stimme (UA 2015)
- „Saudade“ für 8 Violoncelli (UA 2016 durch SaltoCello)
- „Rubinium“ für Violoncello solo (2018, Auftragswerk des Dis de la musica Chesa Planta in Samedan)
- „Pendulum“ für 2 Violoncelli und Marimba (2019, Auftragswerk Prima Volta Zürich, UA durch Chiara Enderle, Fluorin Cuonz und Fabian Ziegler)
- „Tell's Toyshop“ für Klaviertrio und 3 Schlagzeug (2020–2021, Auftragswerk des Swiss Artist’s Circle)
- „Just Free“ für Violoncello und Orchester (2023, Auftragswerk des Orchestra della Svizzera Italiana)[24]
- „Momentum“ für Bariton-Saxophon und Klavier (2024, Auftragswerk des Duo Vulcain)[25]

## Diskografie
- Thomas Lauck, Denk daran, die Erde ist eine Trommel (Naxos 2010)[27]
- Sonaten für Violoncello und Gitarre (Saarländischer Rundfunk/Solo Musica/Sony 2018) von Schubert, Vivaldi, Gnattali[28]
- Quiet Places, Andreas Vollenweider and Friends (MIG 2020)[29]
- Travel 2.0 (RUBUZH Records and Media 2023)[30]
- Notre Amour, Stücke für Violoncello und Klavier von Bloch, Franck, Fauré, Tailleferre, Chaminade, Juon (Solo Musica/Naxos 2024)[31]
- "Lieber Freund...", Werke für Violoncello und Klavier von Brahms, Von Herzogenberg, Röntgen (Claves 2024)[32]

## Belege
1. ↑  https://www.nmz.de/menschen/personalia/komponist-organist-und-hochschullehrer-theo-brandmueller-ist-tot
2. ↑  https://www.youtube.com/watch?v=I9prQGvLvjo
3. ↑  https://www.youtube.com/watch?v=Szo4ur1lxl4
4. ↑  https://www.operabase.com/works/just-free-37396/eu
5. ↑  https://www.imdb.com/title/tt3983624
6. ↑  https://www.musikschule-einsiedeln.ch/lehrpersonen/gehweiler-isabel
7. ↑  https://www.zhdk.ch/person/isabel-gehweiler-191822
8. ↑  https://solo-musica.de/isabel-gehweiler/
9. ↑  https://hombissalon.ch/archiv-oerlikon
10. ↑  https://schauspielhaus.de/stuecke/uebermann-oder-die-liebe-kommt-zu-besuch
11. ↑  https://www.schauspielhaus.ch/de/archiv/16467/44-harmonies-from-apartment-house-1776
12. ↑  https://www.chartsurfer.de/artist/isabel-gehweiler/album-enrhe.html
13. ↑  https://www.morethanclassic.ch
14. ↑  https://www.schubertiade.ch/programmations/klang-wort-freiheit/
15. ↑  https://www.playsuisse.ch/de/show/818611
16. ↑  SINAsinger: SINA Im Summärwind (Lovers Lullaby) auf YouTube, 16. April 2020, abgerufen am 25. Februar 2024 (Laufzeit: 4:57 min).
17. ↑  https://www.joyofjazz.co.za/home
18. ↑  https://www.youtube.com/watch?v=SUVdxnwl0x4
19. ↑  Meldungen auf der Website des Musikverlags Ricordi, abgerufen am 11. September 2011.
20. ↑  Siehe Sonus (Seite nicht mehr abrufbar, festgestellt im April 2018. Suche in Webarchiven)  Info: Der Link wurde automatisch als defekt markiert. Bitte prüfe den Link gemäß Anleitung und entferne dann diesen Hinweis., 1/2001, S. 17. Abgerufen am 11. September 2011.
21. ↑  Siehe Youtube
22. ↑  https://www.operabase.com/works/just-free-37396/eu
23. ↑  https://simonengel.ch/de/duo-vulcain/
24. ↑  Chartquellen: Deutschland Schweiz
25. ↑  https://www.jpc.de/jpcng/classic/detail/-/art/Thomas-Lauck-geb-1943-Werke-Denk-daran-die-Erde-ist-eine-Trommel/hnum/1499890
26. ↑  https://solo-musica.de/gehweiler-cvirn-sonaten-fuer-violoncello-und-gitarre/
27. ↑  https://www.discogs.com/release/16015820-Andreas-Vollenweider-Featuring-Isabel-Gehweiler-Quiet-Places
28. ↑  https://open.spotify.com/intl-de/album/4HcWfglA2htSGzgeVhJEYC/
29. ↑  https://solo-musica.de/isabel-gehweiler-und-fiona-hengartner-notre-amour/
30. ↑  https://www.claves.ch/fr/collections/chamber/products/lieber-freund-sonatas-by-brahms-rontgen-von-herzogenberg

| Personendaten    | Personendaten                            |
| ---------------- | ---------------------------------------- |
| NAME             | Gehweiler, Isabel                        |
| KURZBESCHREIBUNG | deutsche Violoncellistin und Komponistin |
| GEBURTSDATUM     | 23. Januar 1988                          |
| GEBURTSORT       | Lörrach                                  |